# Oscar Nylander
Sixten Oscar Nylander, född 4 december 1853 i Tranemo, död 26 december 1920 i Revesjö socken, var en svensk industriman och politiker.
Nylander var son till bruksägaren och riksdagsmannen Salomon Larson. Hans brorson Axel Nylander var disponent och likaså riksdagsman. Nylander avlade mogenhetsexamen 1873 i Göteborg, studerade vid Uppsala universitet och var 1874–1877 elev vid Kungliga Tekniska Högskolan. År 1879 blev han direktör vid Axelfors fabriksaktiebolag. Han var en ledande kraft inom Älvsborgs södra läns hushållningssällskap och delägare och styrelseledamot inom flera företag. Han var delägare i Borås mekaniska verkstad och Strömsfors bruk samt 1894–1903 verkställande direktör för Svenljunga folkbank. 
I riksdagen var Nylander 1891-1893 samt 1897-1911 ledamot av andra kammaren, invald i Kinds härads valkrets respektive Kinds och Redvägs domsagas valkrets. Han var medlem av det tullvänliga Nya lantmannapartiet och blev senare medlem av det återförenade Lantmannapartiet. Från den 17 mars 1909 till den 7 oktober 1911 var han statsråd och chef för jordbruksdepartementet.
Nylander var 1915 till 1920 ledamot av första kammaren, invald i Älvsborgs läns valkrets.
Sedan 1909 var han gift med Hilda Arfvidson.

### Notes
1. 1 2 3 4 5 6 7 8 9 10 11 12 13 14 15 16 17 18  Tvåkammar-riksdagen 1867–1970, vol. 4, 1985, s. 260, Svenskt porträttarkiv: sj9PGLAlnmUAAAAAABgZ-w, läst: 11 april 2022.[källa från Wikidata]
2. 1 2 3  Nylander, släkter, Svenskt Biografiskt Lexikon-ID: 8479, läst: 26 december 2021.[källa från Wikidata]
3. ↑  Almanack för alla 1913, Norstedt, Stockholm, 1912, s. 60